# Pteronymia notilla
Pteronymia notilla är en fjärilsart som beskrevs av Butler och Druce 1872. Pteronymia notilla ingår i släktet Pteronymia och familjen praktfjärilar. Inga underarter finns listade.